# Роузкранс, Уильям
Уильям Старк Роузкранс (англ. William Starke Rosecrans; также встречается написание фамилии Розекранс; 6 сентября 1819 — 11 марта 1898) — американский изобретатель, предприниматель, дипломат, политик и офицер армии США. Во время Гражданской войны в качестве генерала армии Союза проявил себя блестящим стратегом.

## Ранние годы
Роузкранс родился в округе Делавэр (штат Огайо). В 1838 года он поступил в военную академию Вест-Пойнт, которую окончил 5-м по успеваемости в выпуске 1842 года. Многие его сокурсники стали впоследствии известными генералами: Дэниель Харви Хилл, Джеймс Лонгстрит и Эбнер Даблдей. После академии Роузкрансу присвоили временное звание второго лейтенанта инженерного корпуса.
В 1842—1843 годах он занимался строительством укреплений в Хэмптон-Роудс (штат Виргиния), с 18 сентября 1843 по 28 августа 1844 служил преподавателем инженерного дела в Вест-Пойнте, затем преподавал экспериментальную философию и снова инженерное дело. 1847—1853 годах занимался ремонтом форта Адамс в Род-Айленде.
3 апреля 1843 года Роузкранс получил постоянное звание второго лейтенанта, а 3 марта 1853 года — звание первого лейтенанта. 1 апреля 1854 года Роузкранс покинул регулярную армию.
Выйдя в отставку, Роузкранс занялся горнодобывающим бизнесом в Западной Виргинии. Бизнес Роузкранса шёл очень хорошо, а сам он сделал несколько изобретений, включая открытие более эффективного метода производства мыла.

## Гражданская война

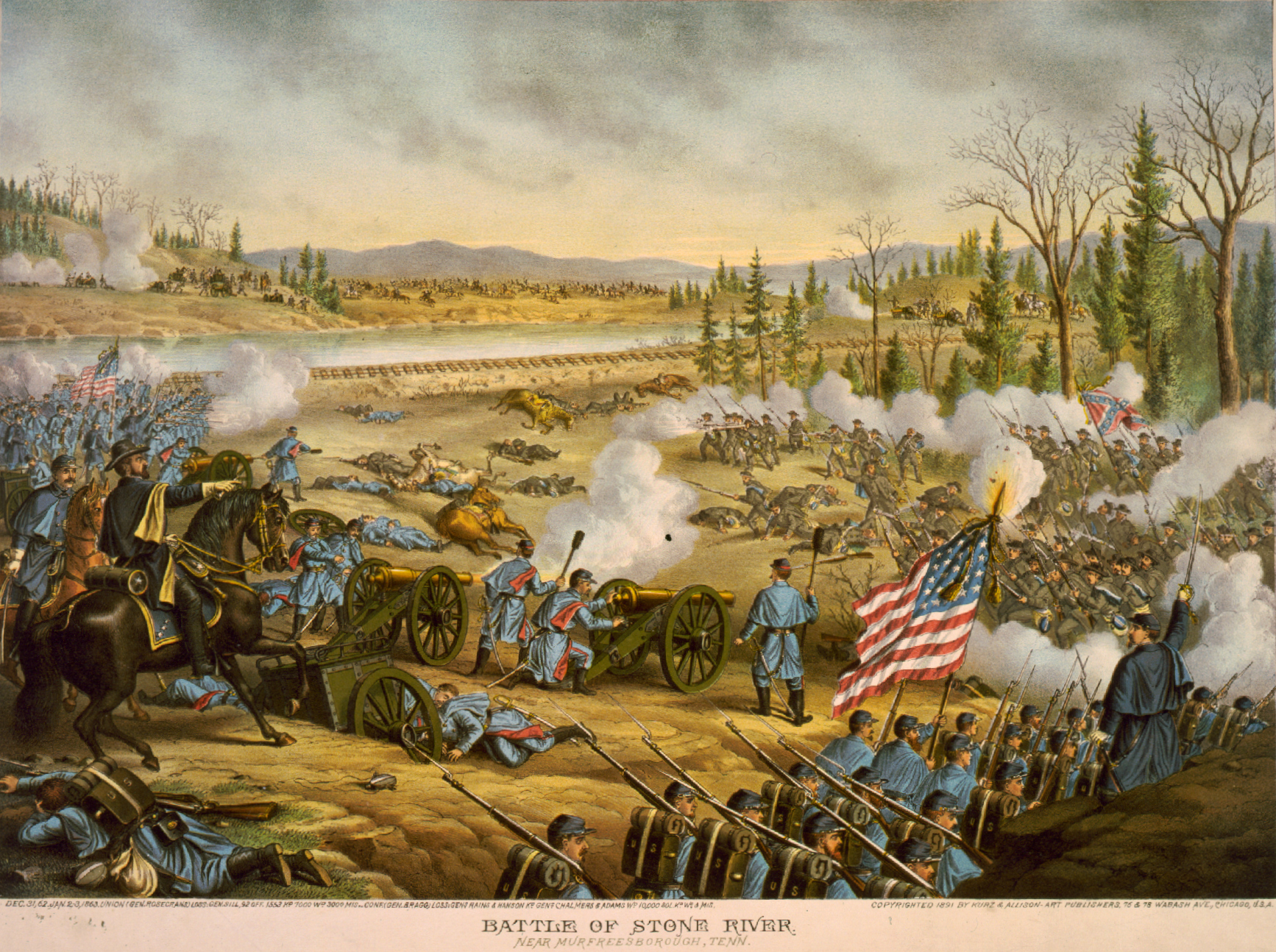
Роузкранс (слева) в битве при Стоунз-Ривер

В 1859 году, будучи президентом Престонской угольно-нефтяной компании, в результате взрыва масляной лампы Роузкранс сильно обгорел и залечивал ожоги вплоть до Гражданской войны. Роузкранс поступил на добровольную службу адъютантом к Джорджу Макклелану. Получив звание полковника, он возглавил 23-й Огайский пехотный полк, в котором служили будущие президенты США, Ратерфорд Хейз и Уильям Мак-Кинли.
Вскоре Роузкранс получил повышение до бригадного генерала. Его стратегические идеи оказались очень полезными в Западновирджинской кампании, в том числе в сражении при Рич-Маунтин; однако эту победу записали в актив генерал-майора Макклеллана, которого вскоре назначили командиром Потомакской армии. Из-за этого Роузкранс отказался отправиться на восток с Макклелланом, и потребовал перевода на запад.
21 марта 1862 года Роузкранс получил звание генерал-майора, а в мае был назначен командиром левого крыла Миссисипской армии. В этой должности он хорошо проявил себя в сражениях при Юке и при Коринфе. После битвы при Коринфе, в которой армия Союза разбила конфедератов под командованием Эрла Ван Дорна, началась вражда Роузкранса с его командиром, Улиссом Грантом, который был зол на Роузкранса за то, что тот не преследовал армию конфедератов после Коринфа, а Роузкранс в свою очередь был зол на Гранта за то, что тот не прислал обещанное подкрепление для основного сражения.
После Коринфа Роузкранс был назначен командующим XIV корпуса армии Союза. В начале января 1863 года он одержал стратегическую победу в кровопролитном сражении при Стоунз-Ривер. Вскоре Роузкранс начал реорганизацию XIV корпуса в Камберлендскую армию. В июне ему удалось развить успех в Туллахомской кампании, в которой вся армия Союза потеряла менее 500 человек.
Роузкранс стал одним из самых популярных генералов армии США, хотя по отношению к офицерам он всегда был строг. Он проявил себя по ходу войны как великолепный стратег, но в командовании непосредственно на поле боя делал грубые ошибки. В одном сражении он сильно разнервничался и стал заикаться, из-за чего подчинённые не могли разобрать его приказов. В сентябре 1863 года в битве при Чикамоге из-за тактической ошибки Роузкранса в защитных порядках армии Союза появилась брешь, которой воспользовался генерал конфедератов Джеймс Лонгстрит и в итоге одержал победу. Из-за этого поражения Роузкранс был отстранён от командования Камберлендской армией и назначен командующим департамента Миссури до конца войны.
13 марта 1865 в качестве награды получил временное повышение в звании (brevet promotion) до генерал-майора регулярной армии.

## Дипломатия и политика
С 1868 по 1869 годы Роузкранс был послом США в Мексике и был смещён Улиссом Грантом, когда тот стал президентом. Следующие 10 лет он вновь занимался частным горнодобывающим бизнесом в Мексике и Калифорнии. В 1881 году был избран в 48-й Конгресс от штата Калифорния и 4 марта того же года приступил к исполнению обязанностей. 3 марта 1885 года закончились полномочия Роузкранса как конгрессмена, и он был назначен Регистратором в Министерство финансов США, эту должность он занимал до 1893 года. Роузкранс умер в 1898 году на ранчо в Редондо-Бич, штат Калифорния, похоронен сначала на кладбище Роуздейл (Rosedale Cemetery) в Калифорнии, затем 17 мая 1902 года его останки были перенесены на Арлингтонское национальное кладбище.